# Kummelberget
Kummelberget är en kulle i Åland (Finland). Den ligger i den nordvästra delen av landskapet, 28 km norr om huvudstaden Mariehamn. Toppen på Kummelberget är 6 meter över havet. Kummelberget ligger på ön Fasta Åland.
Terrängen runt Kummelberget är platt. Runt Kummelberget är det glesbefolkat, med 16 invånare per kvadratkilometer.. Närmaste större samhälle är Finström, 9,8 km söder om Kummelberget. 
I omgivningarna runt Kummelberget växer i huvudsak barrskog.